# Laura Albornoz

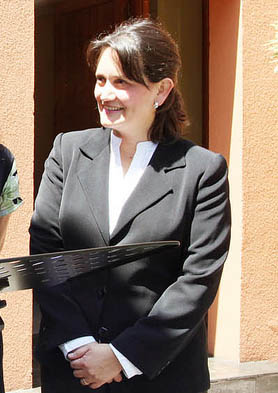
Laura Albornoz

Elvira Laura Albornoz Pollmann (sinh ngày 27 tháng 3 năm 1968) là một luật sư, học giả, nhà nghiên cứu và chính trị gia người Chile. Bà từng là Bộ trưởng Bộ Phụ nữ (Dịch vụ Phụ nữ Quốc gia) (tháng 5 năm 2006 đến tháng 3 năm 2010)  trong nhiệm kỳ đầu tiên của Tổng thống Michelle Bachelet với tư cách là Tổng thống Chile. Cô cũng từng là chủ tịch của Ủy ban Phụ nữ Liên Mỹ.